# Castanets
I Castanets sono stati un gruppo musicale statunitense, originario della California ma stabilizzatosi in Oregon. L'unico membro fisso della band era Raymond Raposa, a cui si affiancava una numerosa schiera di musicisti.
Raymond Raposa è scomparso il 29 luglio 2022, all'età di 41 anni. 

## Discografia
- 2003 - What Kind of Cure (non pubblicato)
- 2004 - Cathedral
- 2005 - First Light's Freeze
- 2007 - In the Vines
- 2008 - City of Refuge
- 2009 - Texas Rose, the Thaw and the Beasts

### Collaborazioni
- 2005 - split album 12" senza titolo con I Heart Lung
- 2007 - Extended Play senza titolo con Shapes and Sizes